# Montpeyroux (Dordonha)
Montpeyroux é uma comuna francesa na região administrativa da Nova Aquitânia, no departamento Dordonha. Possui uma área de 23,37 km² e 360 habitantes (censo de 1999), perfazendo uma densidade demográfica de 15 hab/km².